# Thelymitra pauciflora
Thelymitra pauciflora är en orkidéart som beskrevs av Robert Brown. Thelymitra pauciflora ingår i släktet Thelymitra och familjen orkidéer. Inga underarter finns listade i Catalogue of Life.